# Кремозано
Кремозано (итал. Cremosano) — коммуна в Италии, располагается в регионе Ломбардия, в провинции Кремона.
Население составляет 1434 человека (2008 г.), плотность населения составляет 287 чел./км². Занимает площадь 5 км². Почтовый индекс — 26010. Телефонный код — 0373.
Покровительницей коммуны почитается святая равноапостольная Мария Магдалина, празднование 22 июля.

## Демография
Динамика населения:

## Администрация коммуны
- Официальный сайт: http://www.comune.cremosano.cr.it/